# آبماه
آبماه، روستایی در دهستان گهره بخش فین شهرستان بندرعباس در استان هرمزگان ایران است.

## جمعیت
بر پایه سرشماری عمومی نفوس و مسکن در سال ۱۳۹۵، جمعیت این روستا برابر با ۱۳۱ نفر (۳۹ خانوار) بوده است.